# Barnabás Peák
Barnabás Peák (29 de noviembre de 1998) es un ciclista húngaro, miembro del equipo ATT Investments.

## Palmarés
2017
- Belgrade Banialuka I
- 2.º en el Campeonato de Hungría Contrarreloj

2018
- Campeonato de Hungría Contrarreloj[2]
- Campeonato de Hungría en Ruta
- 1 etapa de la Vuelta al Bidasoa

2019
- 1 etapa del Tour de Normandía
- 3.º en el Campeonato de Hungría Contrarreloj
- 2.º en el Campeonato de Hungría en Ruta

2020
- Campeonato de Hungría Contrarreloj  [3]

2022
- 2.º en el Campeonato de Hungría Contrarreloj
- 3.º en el Campeonato de Hungría en Ruta

2024
- Campeonato de Hungría Contrarreloj

2025
- 3.º en el Campeonato de Hungría Contrarreloj

## Resultados en Grandes Vueltas y Campeonatos del Mundo
| Carrera              | Carrera              | 2019 | 2020 | 2021 | 2022  | 2023 | 2024 |
| -------------------- | -------------------- | ---- | ---- | ---- | ----- | ---- | ---- |
|                      | Giro de Italia       | —    | —    | —    | 110.º | —    | —    |
|                      | Tour de Francia      | —    | —    | —    | —     | —    | —    |
|                      | Vuelta a España      | —    | —    | —    | —     | —    | —    |
| Mundial en Ruta      | Mundial en Ruta      | —    | —    | Ab.  | —     | —    | —    |
| Mundial Contrarreloj | Mundial Contrarreloj | —    | 38.º | 29.º | —     | —    | 33.º |

—: no participa

Ab.: abandono